# Fonds-Parisien
Fonds-Parisien – miasto w Haiti (Departament Zachodni). Liczy 12 532 mieszkańców (2009). Ośrodek przemysłowy.